# Saurauia rufa
Saurauia rufa är en tvåhjärtbladig växtart som beskrevs av Isaac Henry Burkill. Saurauia rufa ingår i släktet Saurauia och familjen Actinidiaceae. Inga underarter finns listade i Catalogue of Life.